# 柏宁照礁
（越南语：／），位于南中国海南沙群岛中，现为马来西亚实际控制。目前中華人民共和國、中華民國、越南及菲律宾等國称對其拥有主权。

## 名稱
美国地名委员会使用的名称为「Investigator Shoal」（調查者暗沙），马来西亚称为「Terumbu Peninjau」（柏宁照礁，意爲「觀察者礁」），中国则称榆亚暗沙。
1935年中华民国水陆地图审查委员会审定公布《中国南海各岛屿华英地名对照一览表》，「Investigator Shoal」的名称被意译为“調查礁”。1947年中华民国内政部公布《南海诸岛新旧名称对照表》，对南海诸岛地名进行了修订，使其听起来更有中国特色，調查礁改称“榆亚暗沙”。1983年中华人民共和国中国地名委员会公布的《我国南海诸岛部分标准地名》也沿用“榆亚暗沙”的名称，並在榆亚環礁北緣細分出「二角礁」、東端分出「線頭礁」，和西端細分出「浪口礁」。菲律宾称为“Buhanginan ng Pawikan”，意为「海龟滩」。越南将其称为“Bãi Thám Hiểm”，意为「探险滩」。

## 地理
榆亚暗沙实际上是一个断续的环礁，由二角礁、浪口礁和线头礁组成，东西长约34公里，宽14公里。东南、西南和西北均有礁门。礁湖深5.4—18.2米，为一良好锚地。因礁湖较深，中国渔民俗称其为“深匡”。
柏宁照礁是仅在低潮时露出水面的环礁；西端的一些大岩石在涨潮时可见。环礁总长16海里，宽约2海里。总表面积约为32平方海里。潟湖深达45米。

## 歷史
英国东印度公司的苏格兰籍船长、英国皇家学会会员詹姆斯·霍尔斯伯格的《印度指南》，全称《东印度，中国，澳大利亚，好望角及巴西航行与中间港口指南》（India directory, or, Directions for sailing to and from the East Indies, China, Australia, Cape of Good Hope, Brazil, and the interjacent ports）于1836年出版，书中第429页记述了英国船調察者号（Investigator）于1813年发现该暗沙：
|  | 調察者号暗沙（Investigator Shoal），由公司派遣的本名称测量船于1813年对该暗沙进行了勘察，发现它是提到的危险中最东北端、范围最广的一个；其西端位于北纬8°5′，东经114°35′，东端位于北纬8°10′，东经114°51′，南北宽约4英里。 |

1999年4月，马来西亚占领柏宁照礁，此后马来西亚皇家海军一直在此维持着一个名为“Papa站”的海军驻地。